# 梅耶·馬斯克
梅耶·馬斯克（英語：Maye Musk，1948年4月19日—），又譯梅伊·馬斯克，婚前姓哈爾德曼（Haldeman），是加拿大-南非裔的美国模特兒和营养师。

## 生平
梅耶·馬斯克擔任模特達50年，並出现在多本杂志的封面上，包括《时代》杂志健康版、美國《婦女節》和国际版的《Vogue》。她亦是伊隆·马斯克、金巴爾·馬斯克和托斯卡·马斯克的母亲。 